# Söderskogen
Söderskogen – miejscowość (tätort) w Szwecji, w regionie administracyjnym (län) Uppsala, w gminie Håbo.
Według danych Szwedzkiego Urzędu Statystycznego liczba ludności wyniosła: 378 (31 grudnia 2015), 384 (31 grudnia 2018) i 373 (31 grudnia 2019).